# Lauter (Glan)
Pour les articles homonymes, voir Lauter.
Le Lauter est une rivière tributaire de la rivière Glan. Elle chemine à partir de 33 km au nord-ouest de Kaiserslautern, à travers les villes de Hirschhorn/Pfalz, Wolfstein et enfin Lauterecken où elle se jette dans le Glan.